# Дуранд Лагуна, Хосе
Хосе́ Мануэ́ль Дуранд Лагуна (исп. José Manuel Durand Laguna; 7 февраля 1895, Буэнос-Айрес — 1 февраля 1965, Асунсьон) — аргентинский футболист, полузащитник. После окончания игровой карьеры работал тренером. Первый тренер сборной Парагвая. Руководил «гуарани» на двух Чемпионатах Южной Америки и на первом чемпионате мира 1930 года в Уругвае.

## Карьера

### Игрок
Хосе Дуранд Лагуна был темнокожим. Выступал за парагвайский клуб «Олимпия» из города Асунсьон. В 1916 году принял участие в первом Чемпионате Южной Америки где аргентинцы заняли второе место, уступив в финале уругвайцам. Лагуна принял участие в одном матче против Бразилии и забил гол.

### Тренер
Первый раз возглавил сборную в 1921 году и руководил ей на Чемпионате Южной Америки того года в Аргентине. Там Парагвай выступил не слишком удачно. Победив в стартовом матче уругвайцев 2:1, затем они проиграли оба матча с одинаковым счётом 0:3 будущим чемпионам и вице-чемпионам аргентинцам и бразильцам. В следующем году Хосе Дуранда уволили и на его место пришёл Мануэль Флейтас Солич, который проработал со сборной 8 лет и уступил место Лагуне. Второе пришествие было более длительным и удачнее. Второй раз в год прихода в сборную Хосе Дуранд участвовал в Чемпионате Южной Америки. В 1929 году соревнование вновь проходило в Аргентине и здесь сборная выступила значительно лучше. В группе Парагвай обыграл Уругвай и Перу, но уступил Аргентине и занял второе место. Лучшим бомбардиром турнира с пятью мячами стал парагваец Аурелио Гонсалес. В 1930 году в Уругвае состоялся первый Чемпионат мира на который поехала и сборная Парагвая. Но для того, чтобы выйти из группы, парагвайцам нужно было побеждать в двух матчах. И эту задачу они не выполнили. Проиграв сборной США уже в первом матче 0:3 парагвайцы лишились шансов выйти в плей-офф. В итоге они заняли второе место, победив во втором матче бельгийцев 1:0.

## Достижения

### Как игрок
- Обладатель Кубка Эстимуло: 1920
- Чемпион Аргентины: 1921, 1922
- Обладатель Кубка Карлоса Ибаргурена: 1922
- Чемпион Парагвая: 1925, 1927

### Как тренер
- Чемпион Аргентины: 1928
- Чемпион Парагвая: 1945